# Dani Fernández (cantante)
Daniel Fernández Delgado (Alcázar de San Juan, Ciudad Real, 11 de diciembre de 1991), más conocido como Dani Fernández, es un cantante y compositor español, conocido por ser exmiembro de la boy band Auryn. Tras la separación del grupo en 2016, inició su carrera en solitario. Desde entonces ha tenido grandes éxitos. Motivado por sus innumerables visitas, comenzó a iniciar una serie de giras, donde la gente no paró de demostrarle su amor y cantar cada palabra que contenían sus canciones. Después, se tomó un tiempo de descanso para continuar con una serie de álbumes que le harían destacar aún más en su carrera y cómo no, lo consiguió. Miles de fans de todo el mundo esperan con ansias asistir a alguno de sus conciertos y poder ver a su artista favorito de cerca. 

## Carrera musical
En 2006, con solo catorce años, participó en un concurso de canto infantil organizado por la televisión local de su ciudad. En ese mismo año, fue escogido por medio del programa Eurojunior para representar a España en el Festival de Eurovisión Junior 2006, que se celebró en Rumanía, interpretando el tema Te doy mi voz, obteniendo el cuarto puesto.

### Con Auryn
En enero de 2009, se unió a la boy band Auryn, junto a sus cuatro amigos y compañeros Álvaro Gango, Blas Cantó, Carlos Marco y David Lafuente. Auryn ganó gran popularidad después de haber participado en Destino Eurovisión, el proceso de selección para representar a España en Eurovision 2011, quedando en segunda posición. 
En la semifinal celebrada el 11 de febrero de 2011, los concursantes tuvieron que elegir otro clásico de Eurovisión, cantaron "Eres tú", de Mocedades que terminaron en segundo lugar en Eurovisión 1973 para España. Calificaron por decisión del jurado a la final donde fueron uno de los tres mejores. Cada finalista tenía que cantar tres canciones originales. Auryn cantó "Evangeline", "El sol brillará" y "Volver". Este último tema fue elegido como su última canción. Finalmente la entrada de calificación español para Eurovisión 2011 fue a Lucía Pérez y su canción "Que me quiten lo bailao". 
Junto a Auryn ha compuesto temas como "Heartbreaker", "Don't Give Up My Game", "1900", "Last Night On Earth", "Route 66 (Up We Go!)", "Away", "Better than Me", "I Can't Break Up", "Puppetter",  "Saturday I'm In Love", "Who's loving you?" con Anastacia. Y discos como Endless Road 7058, Anti-héroes (disco de platino en España), Circus Avenue y Ghost Town (su último disco juntos).

### Como solista
Después de la separación de Auryn en 2016, Dani comenzó a trabajar en su proyecto en solitario, con la ayuda de artistas españoles como Funambulista, Juan Ewan, Andrés Suárez, Marwan y Tato Latorre.
En diciembre de ese mismo año publicó en su canal de Youtube una versión de "No saben de ti" de Andrés Suárez como introducción al estilo musical que tomaría su carrera. 
Entre el 2017 y 2018 Dani subió otras versiones acústicas de sus canciones, antes de que fueran incluidas en su futuro primer álbum. El 18 de mayo del 2018 presentó su primera canción en solitario Te esperaré toda la vida, canción que recibió una gran acogida por parte del público y más tarde fue certificada disco de platino. El 23 de noviembre de 2018 publicó "En llamas" su primer EP que incluía 4 canciones y las versiones acústicas de estas.
Finalmente, el 24 de mayo de 2019 lanzó su primer álbum en solitario, Incendios, con un total de 10 canciones, incluyendo una colaboración con Andrés Suaréz y una duración de 36 minutos. El disco fue bien recibido por el público y en su primera semana debutó en el puesto número dos de ventas oficiales de discos en España.
Posteriormente inició el Tour Incendios recorriendo varias ciudades de España como Madrid, Barcelona, Zaragoza, Oviedo y Alicante, hasta marzo de 2020, donde  debido a la pandemia de COVID-19 en España fue necesario aplazar y cancelar conciertos. Aun con esta situación, Dani siguió dando conciertos virtuales a través de su cuenta de Instagram.
El 13 de noviembre de 2020 lanzó la reedición de su exitoso disco Incendios titulada Incendios y Cenizas con distintas versiones acústicas de las canciones que estaban incluidas en Incendios más dos temas inéditos, dando final a la era Incendios.
El 23 de abril del 2021 publicó Clima Tropical, el primer sencillo oficial de su segundo trabajo discográfico Entre las dudas y el azar. Esta canción ha sido certificada disco de oro y de platino por sus ventas en España. Además, alcanzó el número 1 de la lista oficial de Los 40.
Su segundo disco Entre las dudas y el azar fue publicado el 18 de febrero de 2022 y debutó en el puesto número 1 en la lista de ventas oficiales de España. Su versión en vinilo también debutó en el primer puesto. El disco fue producido por Tato Latorre y Paco Salazar, cuenta con once canciones y una colaboración junto a Alberto Jiménez, miembro de la banda Miss Caffeína. Inmediatamente después de lanzar el disco dio inicio con su gira Plan Fatal que recorre las principales ciudades de España.
Premio Ondas, 2022, por ser considerado "fenómeno musical del año"
Premio Ídolo 2023, en la categoría de Música.

## Discografía

### Con Auryn
| Año  | Título            |
| ---- | ----------------- |
| 2011 | Endless Road 7058 |
| 2013 | Anti-Heroes       |
| 2014 | Circus Avenue     |
| 2015 | Ghost Town        |

### Como solista

#### Álbumes
| Título                    | Detalles                                                                                          | Listas | Certificaciones   |
| Título                    | Detalles                                                                                          | ESP    | Certificaciones   |
| ------------------------- | ------------------------------------------------------------------------------------------------- | ------ | ----------------- |
| Incendios                 | - Lanzamiento: 24 de mayo de 2019 - Discográfica: Warner Music - Formato: CD, descarga digital    | 2      |                   |
| Entre Las Dudas Y El Azar | - Lanzamiento: 18 de febrero de 2022 - Discográfica: Warner Music - Formato: CD, descarga digital | 1      | - PROMUSICAE: Oro |
| La Jauría                 | - Lanzamiento: 25 de octubre de 2024 - Discográfica: Warner Music - Formato: CD, descarga digital | 1      | - PROMUSICAE: Oro |

#### Singles
| Año  | Título                    |
| ---- | ------------------------- |
| 2020 | Incendios Y Cenizas       |
| 2022 | Entre Las Dudas Y El Azar |
| 2024 | La Jauría                 |

| Año  | Canción                           | Listas | Certificaciones         | Álbum                     |
| Año  | Canción                           | ESP    | Certificaciones         | Álbum                     |
| ---- | --------------------------------- | ------ | ----------------------- | ------------------------- |
| 2018 | Te Esperaré Toda La Vida          | 99     | - PROMUSICAE: 2xPlatino | Incendios                 |
| 2019 | Disparos                          | 83     | - PROMUSICAE: 2xPlatino | Incendios                 |
| 2020 | Bailemos                          | 75     | - PROMUSICAE: 3xPlatino | Incendios                 |
| 2020 | Vértigo                           | —      |                         | Incendios y Cenizas       |
| 2020 | Puñales                           | —      |                         | Incendios y Cenizas       |
| 2021 | Clima Tropical                    | 65     | - PROMUSICAE: 3xPlatino | Entre Las Dudas Y El Azar |
| 2021 | Frío                              | —      |                         | Entre Las Dudas Y El Azar |
| 2021 | Dile A Los Demás                  | 98     | - PROMUSICAE: 3xPlatino | Entre Las Dudas Y El Azar |
| 2022 | Plan Fatal (ft. Juancho Sidecars) | —      |                         | Entre Las Dudas Y El Azar |
| 2022 | Sin Vergüenza (ft. Arde Bogotá)   | —      |                         | Sencillo sin álbum        |
| 2024 | Todo Cambia                       | 72     | - PROMUSICAE: Platino   | La Jauría                 |
| 2024 | Criminal                          | —      |                         | La Jauría                 |
| 2024 | Me Has Invitado A Bailar          | 12     | - PROMUSICAE: 2xPlatino | La Jauría                 |
| 2024 | Por No Bailar Contigo             | 73     |                         | La Jauría                 |

### Otras canciones
| Año  | Canción                                | Listas | Certificaciones   | Álbum                     |
| Año  | Canción                                | ESP    | Certificaciones   | Álbum                     |
| ---- | -------------------------------------- | ------ | ----------------- | ------------------------- |
| 2022 | Si Tus Piernas                         | —      | - PROMUSICAE: Oro | Entre Las Dudas Y El Azar |
| 2024 | ¿Y Si Lo Hacemos? (con Valeria Castro) | 61     |                   | La Jauría                 |

## Trayectoria televisiva
Televisión
| Año  | Título                                           | Notas                              | Cadena    |
| ---- | ------------------------------------------------ | ---------------------------------- | --------- |
| 2006 | Festival de la Canción de Eurovisión Junior 2006 | Representante de España (4°puesto) | TVE       |
| 2011 | Destino Eurovisión 2011                          | Con Auryn (finalista)              | TVE       |
| 2014 | Pequeños Gigantes                                | Él mismo                           | TVE       |
| 2015 | Levántate                                        | Él mismo                           | Telecinco |
| 2019 | La mejor canción jamás cantada                   | Él mismo                           | TVE       |
| 2023 | ¡Viva la fiesta!                                 | Invitado                           | Telecinco |
| 2023 | La Voz Kids                                      | Co-Coach                           | Antena 3  |
| 2023 | Got Talent: All Stars                            | Jurado Invitado                    | Telecinco |

## Premios
- 2011: "Disco del Año" de TVE
- 2012: "Mejor Artista Revelación" en los Premios 40 Principales
- 2013: "Mejor Artista Español" en los MTV Europe Music Awards
- 2020: "Premio Cadena Dial" en Premios Dial
- 2022: "Premio Cadena Dial " en Premios Dial
- 2022: “Fenómeno Musical” en Premios Ondas
- 2022: “Mejor Artista” en los Los 40 Music Awards
- 2023: "Categoría Música" en los premios Ídolo.

## Certificaciones
| Canción                  | Certificación    |
| ------------------------ | ---------------- |
| Te esperaré toda la vida | Disco de platino |
| Disparos                 | Disco de platino |
| Bailemos                 | Disco de oro     |
| Clima tropical           | Disco de platino |
| Dile a los demás         | Disco de platino |